# M/S Stjernorp

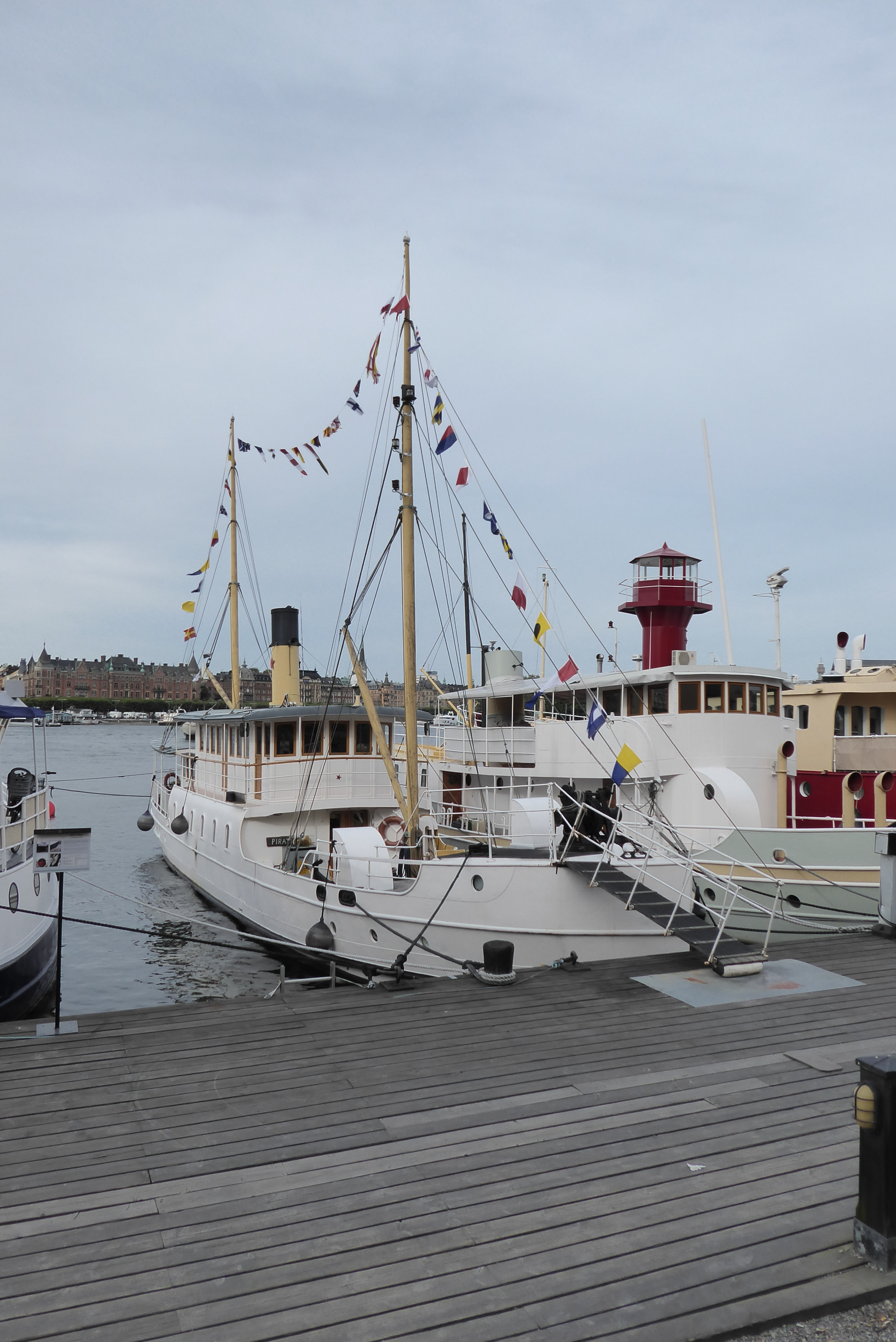
M/S Stjernorp vid Brobänken på Skeppsholmen

M/S Stjernorp byggd 1870 vid Akers Mekaniske Verksted i Oslo, är ett av de äldsta bevarade propellerdrivna passagerarångfartyg som är i drift, dock som motorfartyg sedan 1952. Hon har först seglat som S/S Salten i norra Norge och under första hälften av 1900-talet på Vättern och Göta Kanal.
Under åren 1994–2001 genomgick fartyget en omfattande renovering, som återställde det till dess utseende från cirka 1920. Det har mellan 2001 och 2007 använts som flytande hotell för Oaxen Skärgårdskrog. Det finns fem hytter, salong och pentry samt matsal med plats för servering för 20 personer.

## Historik
- 1870–9187 trafikerande hon rutterna Bodø–Saltdal och Bodø–Folden under namnet S/S Salten för Saltens Dampskipsselskab.
- 1897–1901 använd som tjänstefartyg kring Bodø under namnet S/S Henningsvaer för Mikal Kaarbö i Henninsgvaer.
- 1901–1918 omdöpt till S/S Svedudden trafikerande hon Vättern för Ångbåtsaktiebolaget Vestra Vettern i Baskarp.
- 1918–1930 omdöpt till S/S Stjärnorp trafikerande hon Linköping–Grensholmen–Stjärnorp för Ångfartygs AB Roxen.
- 1930–1961 motoriserad med beteckningen M/S Stjärnorp trafikerande hon Jönköping–Gränna–Visingsö för Visingsö Nya Ångbåtsaktiebolag.
- 1961–1964 köpt av Sture Andersson i Lidingö och omdöpt till M/S Fina Fisken.
- 1962–1965 ägd av Rutger von Essen, Skokloster
- 1965–1968 ägd av Norra Ölands Turistservice, Ronneby, nu med namnet M/S Stjernorp.
- 1968–1994 olika privatpersoner som ägare.
- 1994–2001 Köpt av Johan Camitz; upprustning till 1920-talsskick genomförd
- 2001–2007 hotellfartyg vid Oaxen Skärgårdskrog på ön Oaxen i Stockholms södra skärgård